# Xã Washington, Quận Clay, Indiana
Xã Washington (tiếng Anh: Washington Township) là một xã thuộc quận Clay, tiểu bang Indiana, Hoa Kỳ. Năm 2010, dân số của xã này là 780 người.